# Ludwik Bierkowski

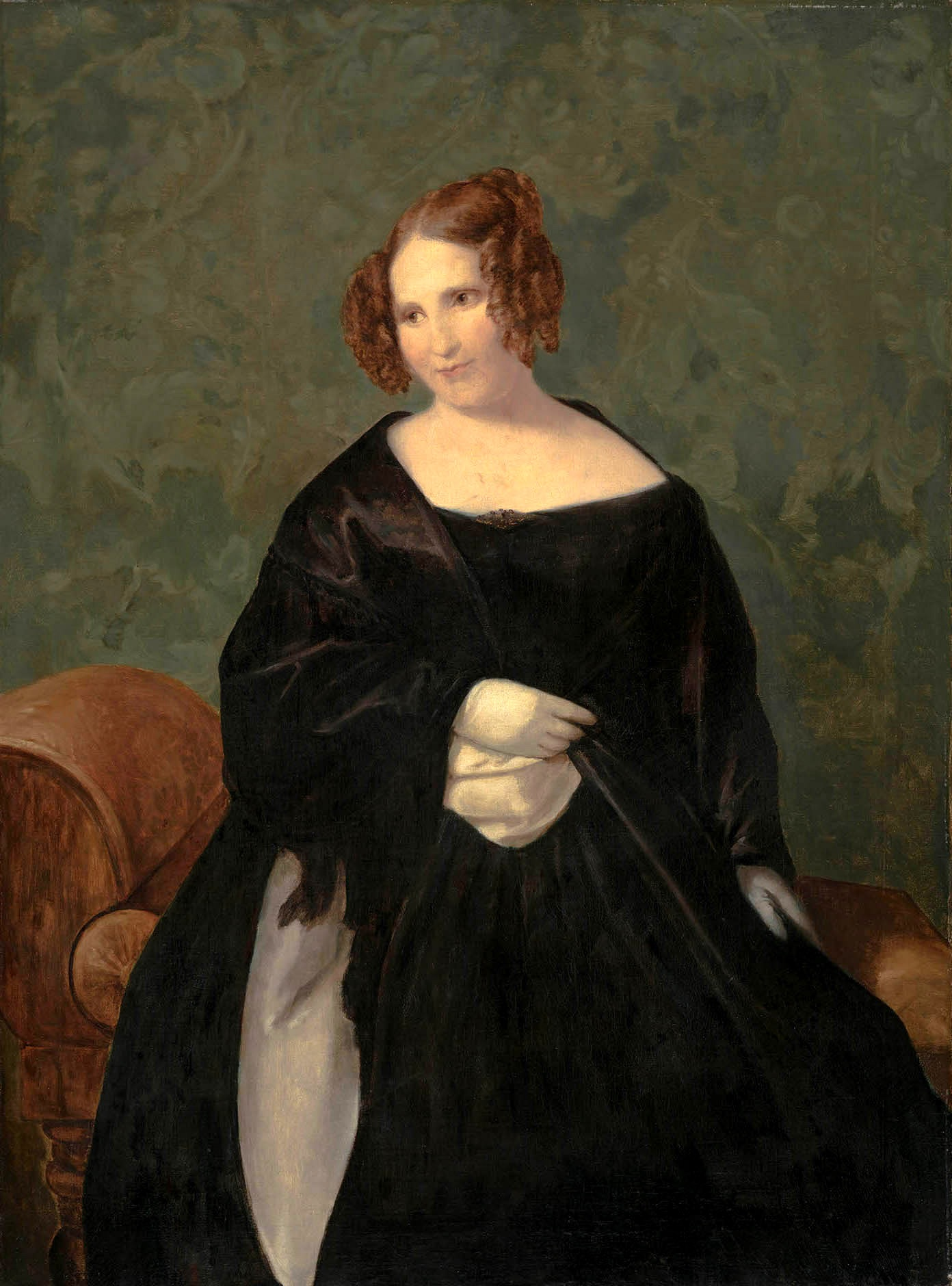
Portret Tekli Bierkowskiej, Wojciech Stattler, 1843-1845

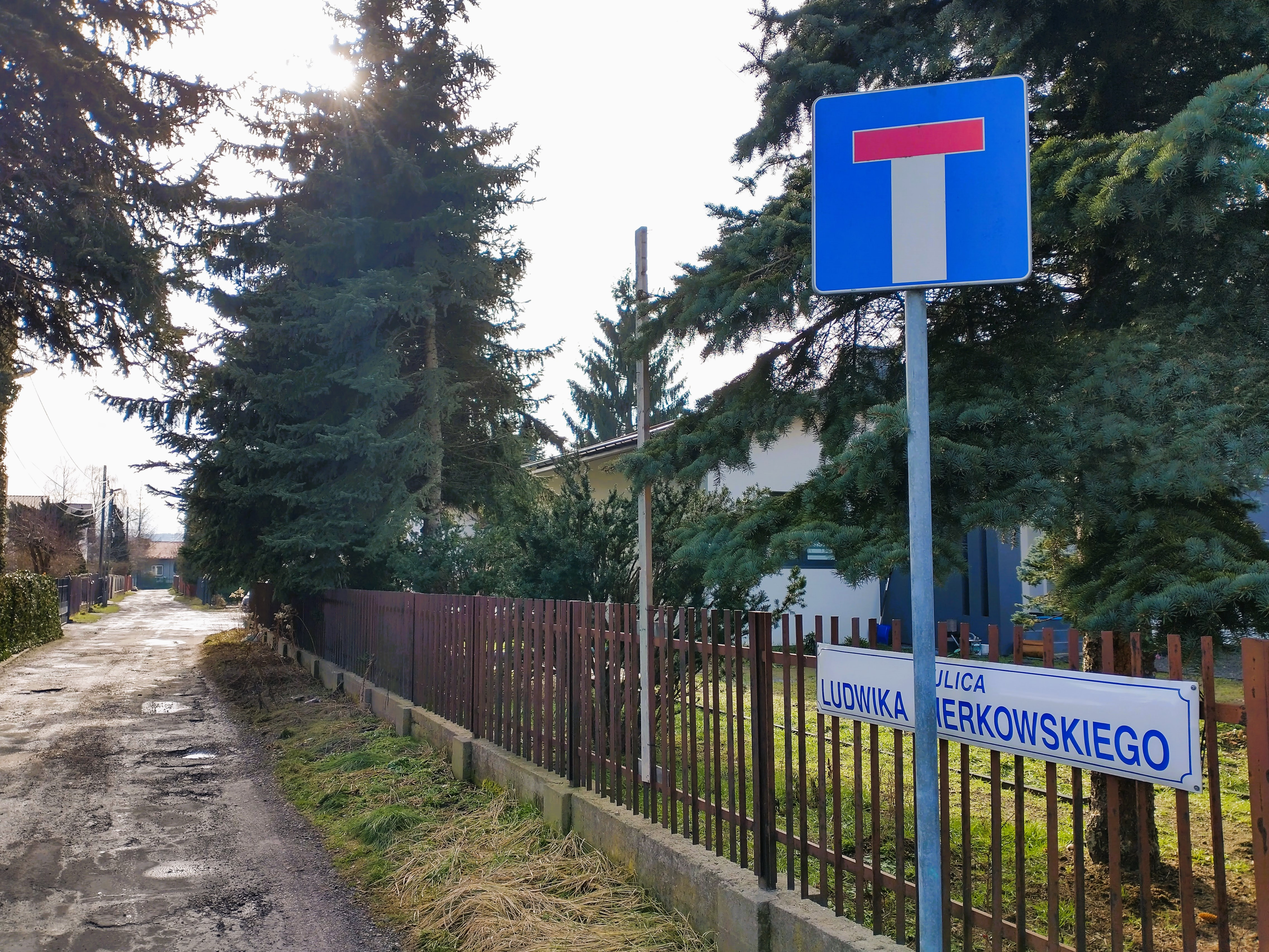
Ulica Ludwika Bierkowskiego na krakowskim Bieżanowie

Ludwik Józef Bierkowski (ur. 16 sierpnia 1801 w Poznaniu, zm. 27 czerwca 1860 w Krakowie) – polski lekarz, chirurg, profesor Uniwersytetu Jagiellońskiego, uczestnik powstania listopadowego.

## Życiorys
Studiował nauki lekarskie w Berlinie, Jenie i Lipsku. Od 1831 organizował Krakowską Klinikę Chirurgiczną, w której pracował do końca życia. Prowadził wykłady z chirurgii, chorób wenerycznych, okulistyki, położnictwa. Powołał do życia pierwsze czasopismo lekarskie w Krakowie „Roczniki Kliniki Chirurgicznej”. Był członkiem towarzystw naukowych polskich i zagranicznych. Opublikował szereg prac, m.in. Wstęp do anatomii ciała ludzkiego oraz atlas anatomiczno-chirurgiczny operacji (w języku niemieckim). W 1830 otrzymał w Lipsku tytuł doktora medycyny i chirurgii. W 1831 został profesorem UJ.
Podczas powstania listopadowego udał się z początkiem 1831 do Warszawy, gdzie powierzono mu kierownictwo lazaretu wojskowego. W szpitalu tym znalazł jedynie dwa noże amputacyjne, a więc polecił sprowadzić noże kuchenne i piłki stolarskie, którymi przeprowadził wiele operacji chirurgicznych.
Za ofiarną i skuteczną pomoc udzielaną rannym powstańcom został wkrótce odznaczony Złotym Krzyżem Orderu Virtuti Militari.
Po powrocie do Krakowa kontynuował praktykę lekarską i prowadził badania naukowe. Pierwszy na świecie zastosował watę jako środek opatrunkowy.
Jest uważany za twórcę polskiej ortopedii. W lutym 1847 wykonał pierwszy na ziemiach polskich zabieg w uśpieniu eterowym. w 1837 założył pierwszą w Krakowie Szkołę Gimnastyczną Krakowską dla chłopców. W sezonie zimowym 1837/1838 urządził na stawie w Zwierzyńcu pod Krakowem pierwsze publiczne lodowisko dostępne dla wszystkich, a w 1838 zorganizował pierwsze na ziemiach polskich zajęcia gimnastyki dla dziewcząt.
Jego instrumentarium chirurgiczne i inne pamiątki z gabinetu są częścią kolekcji Muzeum Wydziału Lekarskiego UJ.
Pochowany został na cmentarzu Rakowickim w Krakowie, w grobowcu rodzinnym, w kwaterze 11.

## Rodzina
Żoną Ludwika Bierkowskiego była Tekla z Łakomickich Bierkowska (ur. 1806). Małżeństwo miało czwórkę dzieci: dr med. Włodzimierz Fryderyk Bierkowski, inż. Kazimierz Bierkowski, Maria Łakomicka oraz Józef Bierkowski.

## Upamiętnienie
Upamiętnia go nazwa ulicy na krakowskim Bieżanowie.

## Literatura dodatkowa
- Adam Wrzosek: Bierkowski Ludwik. W: Polski Słownik Biograficzny. T. 2: Beyzym Jan – Brownsford Marja. Kraków: Polska Akademia Umiejętności – Skład Główny w Księgarniach Gebethnera i Wolffa, 1936, s. 75–76. Reprint: Zakład Narodowy im. Ossolińskich, Kraków 1989, ISBN 83-04-03291-0.